# 양승택
양승택(梁承澤, 1939년 10월 24일 부산광역시~ )은 대한민국의 제7대 정보통신부 장관이다. 본관은 남원.

## 생애
동아고등학교와 서울대학교 전기공학과를 졸업하고, 미 브루클린 종합기술연구소에서 전기공학 박사학위를 취득한 엔지니어이다. 지난 81년부터 86년까지 ETRI에서 TDX(全전자 교환기) 개발단장을 맡아 TDX 개발을 담당했고, 한국전자통신연구원(ETRI) 원장으로 6년간 근무하며 이동전화 국내 표준인 코드분할다중접속(CDMA) 기술을 세계 최초로 상용화했다.
1997년 ~ 2001년 한국정보통신대학교(2009년 카이스트와 통합됨) 총장을 거쳐, 2002년 7월 정보통신부 장관 퇴임 후 광운대학교 전자정보대 및 한국정보통신대학교 석좌교수를 거쳐 2010년 9월 현재 동명정보대학교 총장으로 재임 중이다.

## 학력
- 동아고등학교 졸업
- 서울대학교 전기공학과 학사
- 서울대학교 대학원 전기공학과 석사
- 미국 브루클린 종합기술연구소 전기공학과 공학박사